# 시그마 사운드 스튜디오
시그마 사운드 스튜디오(영어: Sigma Sound Studios)는 미국 펜실베이니아주 필라델피아에 위치하였던 녹음실로, 엔지니어였던 조셉 타시아가 1968년 설립하였다.
필라델피아의 노스 12번가 212번지에 위치하였던 이 녹음실은 미국에서 24트랙 녹음 기능이 탑재되어 있던 최초의 스튜디오 중 하나이며, 자동 믹싱을 성공적으로 채택한 최초의 스튜디오이기도 하다. 필라델피아 카메오-파크웨이 스튜디오의 수석 엔지니어였던 타시아는 1977년 뉴욕의 시그마 사운드 스튜디오를 에드 설리번 극장에서 개관하였다.
데이비드 보위는 Young Americans의 음반 녹음을 1974년 8월 시그마 필라델피아에서 진행하였다. 마돈나는 1983년 데뷔 음반인 “Madonna”의 녹음을 뉴욕 스튜디오에서 진행하였다. 빌리 조엘은 1972년 4월 15일 스튜디오에서 콘서트를 진행하기도 하였다.
타시아는 1988년 뉴욕 스튜디오를 팔았으며, 2003년에는 필라델피아의 시그마 스튜디오도 판매하였다. 하지만 시그마 사운드 스튜디오라는 이름은 그대로 유지하였다.
2015년 10월 15일, 시그마 사운드 스튜디오의 원래 건물이 필라델피아에서 역사적 장소로 선정되었다.

## 템플 대학교
필라델피아에 위치한 템플 대학교의 스페셜 콜렉션스 리서치 센터에선 시그마 사운드 스튜디오에 관한 정보를 얻을 수 있다.